# Чавдар Шинов
Чавдар Стоєв Шінов (болг. Чавдар Стоев Шинов; нар. 28 травня 1941, Софія) — болгарський письменник-гуморист і кіносценарист. Лауреат Конкурсу за роман на сучасну тему 1983 року за роман «Все для кохання» («Да обичаш на инат»), екранізований у 1986 році.

## Біографія
Народився у 1940 році. Походив зі змішаної родини (батько — болгарин, мати — єврейка); у зв'язку з «Законом про захист нації» батьки не могли зареєструвати шлюб до 1946 року. Незадовго до вступу радянських військ до Болгарії був інтернований разом з матір'ю, їх готували до депортації.
Закінчив Софійський університет Святого Климента Охридського.
Автор повісті для дітей «Викрадення автобуса». Також автор гумористичного оповідання «Безнадійний випадок».
У 2011 році нагороджений Орденом «Святі Кирило і Мефодій» 2 ступеня.

## Фільмографія
Написав сценарії до фільмів:
- 1982 — Голямата любов на Д. Луков
- 1985 — Маневри на петия етаж
- 1986 — Да обичаш на инат
- 1987 — Петък вечер («У п'ятницю ввечері», реж. Людмил Кірков)
- 1990 — Музикален момент